# Antranick Apellian
Pas d'image ? Cliquez ici

a Compétitions nationales et continentales officielles uniquement.

b Matchs officiels uniquement.
Antranick Apellian, né le 26 décembre 1929 à Marseille et mort le 10 juin 2017 à Ajaccio, est un joueur français d'origine arménienne de rugby à XIII évoluant au poste de talonneur, dans les années 1950.
Il n'a connu qu'un seul club, Marseille, avec lequel il a remporté la Coupe de France en 1965 et fut finaliste du Championnat de France en 1954. Marseille est également la ville dans laquelle il exercera son métier de marin-pompier. 
Ses performances en club l'ont emmené en sélection française entre 1955 et 1961 où il compte vingt sélections. Il avait la réputation d'être un « dur à cuire ».

## Carrière en Rugby à XIII

### Club
- Marseille

## Palmarès
- Championnat de France :
  - 1 fois finaliste en 1954 (Marseille)[Ref 1].

- Coupe de France :
  - 1 fois finaliste en 1955 (Marseille)[Ref 2]
  - 1 fois vainqueur en 1965 (Marseille)[Ref 3]

### Équipe de France
- International (20 sélections)[Ref 4] 1955 à 1961, opposé à :
  - Grande-Bretagne : 1955, 1957, 1958, 1959, 1960, 1961,
  - Nouvelle-Zélande : 1956, 1957,
  - Rugby League : 1956, 1958,
  - Australie : 1956, 1957, 1959,
  - Pays de Galles : 1955.